# 川内新幹線車両センター
川内新幹線車両センター（せんだいしんかんせんしゃりょうセンター）は、鹿児島県薩摩川内市宮崎町にあった九州旅客鉄道（JR九州）の新幹線用車両基地である。本社鉄道事業本部新幹線鉄道事業部の管轄であった。
現在は車両基地としては廃止され、川内駅構内の留置線扱いとなっている。「川内電留線」または「川内旧車両基地」と表記されることもある。組織上は「熊本新幹線工務所川内新幹線工務室」の名称。

## 概要
九州新幹線新八代 - 鹿児島中央間開業（部分開業）に伴い、同区間で運転される車両の車両基地として設置された。ただし、九州新幹線全線開業までの一時的な車両基地であり、規模は必要最小限にとどめている。部分開業時には車両数が少なく、毎日にわたり交番検査（走行距離 3万km以上または30日以内に行う）以上の検査を実施するわけではなく、大きな検査時（交番検査・台車検査・全般検査）には鹿児島総合車両所（現・鹿児島車両センター）から検査員が出張して行っていた。
また、施設の建設規模を抑えるため熊本総合車両所が開所する以前の台車検査・全般検査時には機器と台車を取り外し、鹿児島総合車両所（現・鹿児島車両センター）までトラックで陸送した上で行われた。
地理的には川内駅から南に約1.6 kmの場所に位置し、敷地面積は約70,000m2である。新幹線800系電車の川内港からの搬入・入線にも使用された。川内駅の鹿児島中央方面西側に引込み線・連絡線が存在する。
2003年（平成15年）7月に設備が完成し、8月の800系車両の搬入に備えた。同年12月1日に独立行政法人鉄道建設・運輸施設整備支援機構からJR九州に仮引継ぎが行われ、同社の新幹線鉄道事業部が当基地内に置かれた。
九州新幹線博多駅 - 新八代駅間の全線開業を前にした2010年（平成22年）11月22日に、全線開業後の新たな車両基地として熊本総合車両所が開所し、当センターの機能は熊本総合車両所へ移転した。全線開業の2011年（平成23年）3月12日付で車両基地としては正式に廃止されて川内駅構内の留置線となり、鹿児島中央駅ならびに川内駅発着列車の夜間車両留置、および仕業検査などを行っている他、フリーゲージトレイン第三次試験車両の廃車解体する時に使われた。

## 設備

### 部分開業時
回送線（入出庫線）1線と引上線1線に加えて、着発線3線、試験車留置線1線（将来のドクターイエローの入線を想定したもの。部分開業時は着発線として使用）、車輪転削線1線、仕業検査線1線、交番検査線1線、全般検査線・台車検査線1線、臨時修繕線1線、事業用車庫線1線の計11線が配置されていた。このうち、各検査線は検修庫（建屋内）に車両が収容される。事業用車庫線を除いた各線は、当時運用されていた6両編成の800系新幹線より2両長い8両編成の有効長が確保されている。車両洗浄装置がある。
東側の本線寄りには保守基地（保線車両用）があり、保守用車留置線2線、材料線1線、確認車留置線2線、保守用車検修線1線、引上線1線を備える。なお、前述の着発収容線3線は本来、保守基地のロングレール運搬車留置線を、一時的に車両留置線として転用していたものである。

### 全線開業後
- 留置線：5本（熊本総合車両所開設前は11本、一部が保守用基地に転用）

## 主な業務
- 鹿児島中央、川内発着列車の交番検査・仕業検査・夜間留置。

## 配置車両
熊本総合車両所の開所に伴い、当センターに配置されていた車両はすべて熊本総合車両所に転属したため、末期は車両配置なし。

### 過去の配置車両
- 新幹線800系電車
  - 最大時には6両編成8本（U001 - U008編成）の48両が配属されていた。

### 配置車両の車体に記されていた略号
- 新幹線を意味する「幹」と、川内の電報略号である「セイ」（せんだい）から構成された「幹セイ」となっていた。